# Stockville
Stockville är administrativ huvudort i Frontier County i Nebraska. Enligt 2020 års folkräkning hade Stockville 25 invånare.